# Pikkelyevő piranha
A pikkelyevő piranha (Catoprion mento) a csontos halak (Osteichthyes) főosztályának a sugarasúszójú halak (Actinopterygii) osztályába, ezen belül a pontylazacalakúak (Characiformes) rendjébe és a pontylazacfélék (Characidae) családjába tartozó faj.
Nemének egyetlen faja.

## Előfordulása
A pikkelyevő piranha kizárólag, csak Dél-Amerika vizeiben található meg. A következő folyók medencéiben lelhető fel: Amazonas, Orinoco, Essequibo, valamint a Paraguay folyó felső szakaszán.

## Megjelenése
Ez a halfaj elérheti a 15 centiméter hosszúságot.

## Életmódja
Trópusi, édesvízi halfaj, amely a 23-26 °C hőmérsékletű vizeket kedveli. A víz pH értéke 5,4 kell, hogy legyen. Igen erős fogazatával, komoly sérüléseket okoz a többi halakon. Mint ahogy neve is mutatja, az egyéb halak pikkelyeit is megeszi.

## Felhasználása
A pikkelyevő piranhának helybéli, kis mértékű halászata van. Magán és városi akváriumokban egyaránt kedvelt pontylazacféle.

## Képek

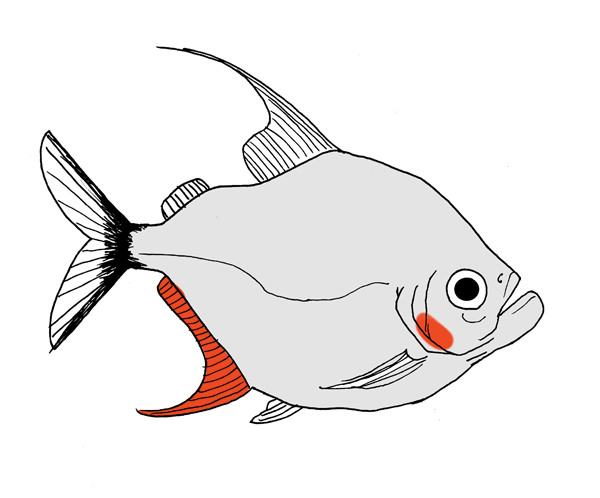
rajz a halról
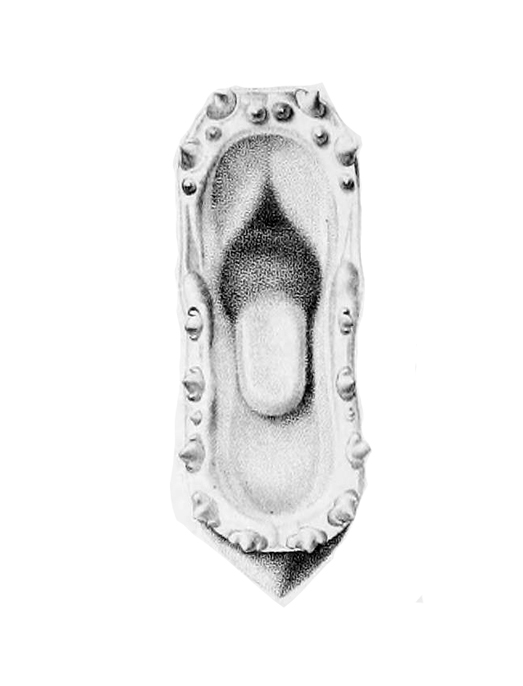
és a fogazatáról